# Edmund Mortimer, 5. Earl of March

Wappen der Familie Mortimer

Edmund Mortimer, 5. Earl of March, 7. Earl of Ulster (* 6. November 1391; † 18. Januar 1425) war der Sohn von Roger Mortimer, 4. Earl of March, und Eleanor de Holland. Seine ältere Schwester war Anne Mortimer.

## Leben
Edmund war über seinen Vater und dessen Mutter Philippa Plantagenet, 5. Countess of Ulster ein Urenkel von Lionel of Antwerp, 1. Duke of Clarence, dem zweitältesten Sohn von Eduard III. Zur Zeit seiner Geburt besaß der Vertreter der ältesten Linie des Hauses Plantagenet, König Richard II. keine Erben, so dass Edmunds Vater als Vertreter der zweitältesten Linie seit 1385 zum Thronfolger bestimmt wurde. Beim Tode seines Vaters 1398 wurde Edmund im Alter von sieben Jahren designierter Erbe des Thrones von England.
Im Zuge der Ereignisse um die Lords Appellant und dem darauf beruhenden irreversiblen Zerwürfnis zwischen Richard II. und dem Vertreter der drittältesten Linie der Familie, Henry Bolingbroke, Herzog von Hereford und Lancaster, kam es allerdings am 30. September 1399 zur Absetzung Richards II. Bolingbroke seinerseits bestieg den Thron als Heinrich IV. unter Umgehung der älteren Erbansprüche seines Cousins. Edmund und sein jüngerer Bruder Roger wurden in ehrenvolle Haft genommen. 1405 befreiten Aufständische unter Führung ihres Onkels, Sir Edmund Mortimer, und Henry Percy, 1. Earl of Northumberland, die beiden Jungen. Edmund und Roger wurden später wieder gefangen und kamen 1409 in die Obhut des Prince of Wales, Henry of Lancaster. Als dieser unter dem Namen Heinrich V. 1413 nach dem Tode seines Vaters den Thron bestieg, wurde Edmund als Earl of March und Earl of Ulster bestätigt, und ihm wurden seine Besitztümer übergeben. Roger war kurz zuvor gestorben.
Inzwischen hatte Edmunds Schwester Anne Richard of Conisburgh, 1. Earl of Cambridge, den zweitältesten Sohn von Edmund of Langley, 1. Duke of York, geheiratet und war 1411, vermutlich bei der Geburt Richard Plantagenets, gestorben. Sie hatte somit die zweitälteste Erblinie der Plantagenets mit der viertältesten ehelich verbunden. Als Heinrich V. seinen Frankreichfeldzug 1415 vorbereitete, plante Cambridge einen Umsturz zugunsten seines Schwagers. Allerdings wurde Edmund erst sehr spät von den Verschwörern ins Vertrauen gezogen. Nach tagelangem Überlegen entschied er sich für die Treue zum König und verriet seinen Schwager an den König. Cambridge wurde kurz vor der Einschiffung des englischen Heeres in Southampton hingerichtet. Edmund und auch der Bruder Richards of Conisburgh, Edward of Norwich, 2. Duke of York verblieben in der Gunst des Königs und begleiteten ihn auf den Feldzug. Edmund wurde nach dem Tode Heinrichs V. 1422 Mitglied des Regentschaftsrats für den einjährigen neuen König Heinrich VI.
Edmund starb am 18. Januar 1425 und hinterließ aus seiner Ehe mit Anne Stafford, Tochter von Edmund Stafford, 5. Earl of Stafford, und von dessen Ehefrau Anne of Gloucester, keinen direkten Erben. Seine Besitztümer gingen an seinen Neffen Richard Plantagenet, 3. Duke of York, der nun der Vertreter der zweitältesten Erblinie der Plantagenets war und den Anspruch auf den Thron 1460 erhob.

## Weblink
- Edmund de Mortimer, 5th Earl of March auf thepeerage.com, abgerufen am 26. Juli 2015.

| Vorgänger      | Amt                                    | Nachfolger          |
| -------------- | -------------------------------------- | ------------------- |
| Roger Mortimer | Earl of March Earl of Ulster 1398–1425 | Richard Plantagenet |

| Personendaten    | Personendaten                      |
| ---------------- | ---------------------------------- |
| NAME             | Mortimer, Edmund, 5. Earl of March |
| KURZBESCHREIBUNG | englischer Adeliger                |
| GEBURTSDATUM     | 6. November 1391                   |
| STERBEDATUM      | 18. Januar 1425                    |